# Comté de Fairfield (Ohio)
Pour les articles homonymes, voir Comté de Fairfield.
Le comté de Fairfield – en anglais : Fairfield County – est un des 88 comtés de l'État de l'Ohio, aux États-Unis.
Son siège est fixé à Lancaster.

## Géographie
Selon les données du Bureau du recensement des États-Unis, le comté de Fairfield a une superficie de 1 317 km² (soit 509 mi²), dont 1 308 km² (soit 505 mi²) en surfaces terrestres et 9 km² (soit 3 mi²) en surfaces aquatiques.

## Comtés limitrophes
- Comté de Licking, au nord
- Comté de Perry, à l'est
- Comté de Hocking, au sud
- Comté de Pickaway, au sud-ouest
- Comté de Franklin, au nord-ouest

## Démographie
Le comté était peuplé, lors du recensement de 2000, de 122 759 habitants.

## Localités

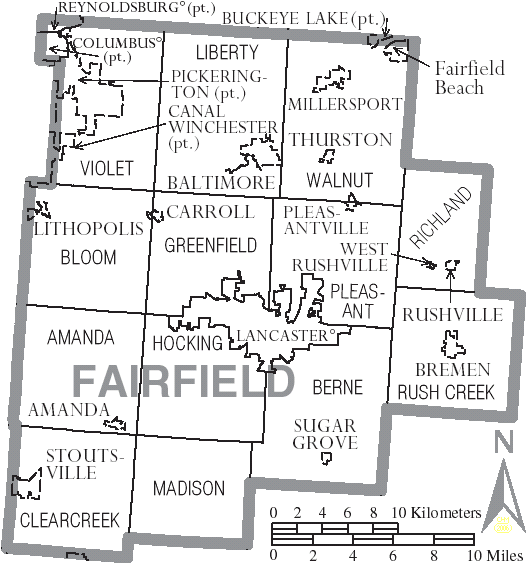
Carte des localités du comté de Fairfield